# Ahmed Mohamed Islam
Ahmed Mohamed Islaam (somali: Sheekh Axmed Maxamed Islaam, árabe: شيخ أحمد محمد إسلام) mais conhecido como Ahmed Madobe, é um político somali e ex-militante que é o atual presidente do estado da Jubalândia, na Somália, e líder do Movimento Raskamboni.

## Carreira militar e política
Ahmed Madobe nasceu em Kebri Dahar, na Região Somali na Etiópia. Mudou-se para Mogadíscio na juventude, concluindo o ensino médio na cidade e, em seguida, cursando Direito Islâmico na universidade. Antes do colapso da República Democrática da Somália em 1991, Madobe era membro do Al-Itihaad al-Islamiya. Lutou pelo grupo durante sua tentativa frustrada de tomar Kismayo do controle do Congresso Somali Unido no início da década de 1990 e, posteriormente, participou de incursões contra a Etiópia.
No início de 2006, Madobe lutou ao lado da crescente União dos Tribunais Islâmicos pelo controle de Mogadíscio contra uma coalizão de senhores da guerra. Após participar da tomada de Kismayo em agosto de 2006, tornou-se governador do Baixo Juba, Médio Juba e Gedo (atual Jubalândia) até que a União dos Tribunais Islâmicos se retirasse para o sul da Somália após a invasão etíope em larga escala em dezembro de 2006. Durante confrontos com forças etíopes perto de Kismayo, Madobe sobreviveu por pouco a um ataque aéreo estadunidense, emergindo como o único sobrevivente de um contingente, embora ferido por estilhaços. Madobe recuou em direção à fronteira com o Quênia e foi capturado, recebendo posteriormente tratamento médico em um hospital etíope. Ele foi colocado na prisão, onde permaneceu pelo restante da ocupação militar etíope. Após a retirada etíope da Somália em janeiro de 2009, Madobe foi libertado e se juntou ao governo recém-formado de Sharif Sheikh Ahmed. Em 4 de abril de 2009, anunciou sua renúncia ao parlamento, alegando que havia se filiado apenas para sair da prisão na Etiópia e alertou ainda o governo de Sharif para ter "cuidado com conspirações estrangeiras".
Madobe juntou-se posteriormente ao Hizbul Islam e serviu como comandante local de Kismayo. Em 2009, duas facções do Hizbul Islam (Movimento Raskamboni e Muskar Anole) e o al-Shabaab mantiveram Kismayo em conjunto. Após o al-Shabaab nomear seu próprio conselho de governo, excluindo as outras facções, houve uma ruptura pelo Hizbul Islam. Em outubro de 2009, as forças do Hizbul Islam lideradas por Madobe lutaram contra o al-Shabaab pela cidade de Kismayo. Quando o conflito eclodiu posteriormente entre o Hizbul Islam e o Al-Shabaab, Madobe foi responsabilizado pelo Shabaab pelo surto de violência.
Madobe, que era o líder do Movimento Raskamboni, foi eleito chefe interino da Administração da Jubalândia em 1 de outubro de 2012, depois que suas forças, com o apoio das Forças de Defesa do Quênia, capturaram a cidade portuária estratégica de Kismayo do al-Shabaab. Oito meses depois, em 15 de maio de 2013, ele foi eleito presidente interino da Jubalândia em um período de transição de dois anos.